# Analiză spațială

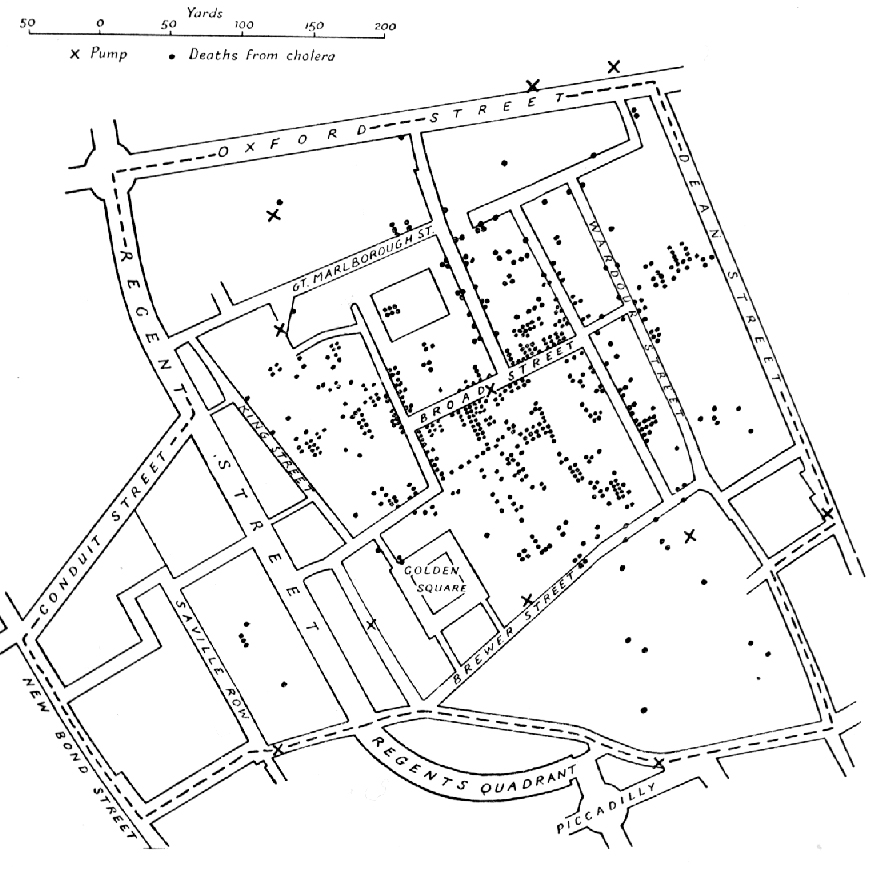
Hartă de Dr. John Snow din Londra, care prezintă grupuri de cazuri de holeră din 1854 (Broad Street - epidemia de holeră). Aceasta a fost una dintre primele utilizări ale analizei spațiale bazate pe hartă.

Metoda analizei spațiale în geografie face referire la mediul geografic privit ca un sistem complex; cunoașterea acestuia implicând urmărierea fiecărui component, a elementelor specifice lui, a legăturilor dintre componente și elemente. Aceasta va permite nu numai cunoașterea alcătuirii și structurii sistemului, dar și înțelegerea modului de funcționare a lui si a componentelor sale, pe baza ansamblului de legături care se stabilesc.